# Пертский ипподром
Пертский ипподром (англ. Perth Racecourse) ― один из ипподромов Великобритании. Находится в непосредственной близости от Скунского дворца рядом с городом Перт, Шотландия. 
Пертский ипподром был открыт в 1908 году. Является самым северным ипподромом Великобритании. Между тем скачки на лошадях в Перте проводятся с 1613 года. Место их проведения было определено рядом с дворцом из-за запрета на употребление алкоголя в парке Норф-Инч. Земельный участок для строительства ипподрома был предоставлен лордом Мэнсфилдом.
Окружность трека составляет десять фурлонгов (или 2011 метров). Трек для скачек стипль-чез состоит из восьми заборов в кругообороте, а площадка для прыжка через воду расположена прямо перед зрительской трибуной. От трибун также отходит полоса препятствий.
Трибуны Пертского ипподрома рассчитаны на десять тысяч зрителей. Рекорд посещаемости был установлен в августе 2017 года: в первый раз за всю более чем столетнюю историю своего существования трибуны были заполнены полностью.
Ипподром также оказывает значительное влияние на благосостоянии экономики Шотландии: предприятие является крупным работодателем Перта и ежегодно делает отчисления свыше 3 млн. £ в виде налогов и сборов.